# Fiskalische Dividende
Der Ausdruck fiskalische Dividende (englisch fiscal dividend) wird gelegentlich verwendet, wenn dem Staat („Fiskus“) als Folge einer bestimmten Entwicklung ein finanzieller Gewinn (hier „Dividende“ genannt) zufällt, indem er mehr Steuern einnimmt oder sich die Situation des Staatshaushalts insgesamt verbessert.

## Begriffsverwendung (Beispiele)
- In einem Standardwerk zur Makroökonomik definiert Robert J. Gordon die fiskalische Dividende als Folge eines steigenden Bruttosozialprodukts. Er versteht unter der fiskalischen Dividende die Verringerung des staatlichen Haushaltsdefizits, die „automatisch“ aus einem steigenden Bruttosozialprodukt resultiert (unter der Voraussetzung, dass wesentliche andere Parameter wie die Staatsausgaben und die Steuersätze konstant bleiben).[1]
- Friedrich Heinemann, Leiter eines Forschungsbereichs am ZEW in Mannheim, begründete im Jahr 2018 den Befund, dass „das Land von einem Einnahmerekord zum nächsten eilt“, mit einer „fiskalischen Dividende des Arbeitsmarktbooms“. Er fügte hinzu, dass ein „guter Teil“ dieser fiskalischen Dividende gleich wieder durch höhere Staatsausgaben „verfrühstückt“ wird.[2] Hier ergibt sich ein Unterschied zu Gordons formaler Definition, die konstante Staatsausgaben voraussetzt.
- Aufgrund der Flüchtlingskrise in Europa 2015/2016 wurde vermehrt die Frage diskutiert, ob eine massenhafte Einwanderung auf längere Sicht vorteilhaft für den Staatshaushalt sein könne. Bernd Raffelhüschen und Stefan Moog kamen 2016 zu dem Ergebnis, dass dies von der Art der Einwanderung abhänge: Bei einer ungesteuerten Masseneinwanderung sei keine fiskalische Dividende zu erwarten; diese sei nur bei einer „rationalen Zuwanderungsstrategie“ denkbar, die unter anderem auf die Qualifizierung der Zuwanderer für den Arbeitsmarkt achtet.[3]
- Eine durch Inflation ausgelöste kalte Progression beschert dem Staat höhere Steuereinnahmen. Dieser Effekt wird gelegentlich als „fiskalische Dividende“ bezeichnet.[4]
- In einem Buch über das japanische Steuersystem findet sich die Definition, „fiskalische Dividende“ sei eine zusammenfassende Bezeichnung für zwei Maßnahmen, die zur Abwendung der schädlichen Auswirkung der kalten Progression in Frage kommen, nämlich Steuersenkungen und Erhöhungen der Staatsausgaben.[5] Diese Definition bezieht sich also nicht auf Steuermehreinnahmen, sondern auf ausgleichende Maßnahmen der Fiskalpolitik.